# Orquestra Sinfónica Portuguesa
A Orquestra Sinfónica Portuguesa (OSP) foi criada em 1993, por impulso do Secretário de Estado da Cultura (Pedro Santana Lopes) na Direcção-Geral dos Espectáculos e do Direito de Autor (dirigida pelo Engº António Xavier) pelo Maestro Álvaro Cassuto e Dra Arminda Agostinho da Silva (Directora executiva), e colocada, posteriormente, sob a administração do Teatro Nacional de São Carlos.

## Atividade
Desde 1993, tem vindo a desenvolver atividade sinfónica, a qual, para além da sua série regular de concertos, tem incluído concertos de descentralização, participações em festivais de música e concertos para jovens. Colabora regularmente com a Radiodifusão Portuguesa através da transmissão dos seus concertos pela Antena 2 «Rádio Clássica» e da participação em iniciativas da própria RDP, a saber: Prémio Pedro de Freitas Branco para Jovens Chefes de Orquestra, Prémio Jovens Músicos-RDP e Tribuna Internacional de Jovens Intérpretes. No âmbito de outras colaborações destaque-se também a sua presença nos seguintes acontecimentos: produção da Radiotelevisão Portuguesa do 8.º Torneio Eurovisão de Jovens Músicos, transmitido pela Eurovisão para cerca de quinze países (1996); concerto de encerramento do 47º Festival Internacional de Música y Danza de Granada (1997); concerto de Gala de Abertura da Feira do Livro de Frankfurt; concerto de encerramento da Expo'98; e dois concertos no âmbito do Festival de Música Contemporânea de Alicante (2000).
A orquestra tem sido dirigida em concertos e em récitas de ópera por notáveis chefes de orquestra, tais como Rafael Frühbeck de Burgos, Wolfgang Rennert, Alain Lombard, Maxim Chostakovitch, Nello Santi, Alberto Zedda, Harry Christophers, George Pehlivanian, Michel Plasson, Michael Zilm e o compositor e maestro polaco Krzysztof Penderecki. De entre os cantores que já acompanhou, destaquem-se Gwyneth Jones, Mirella Freni, Teresa Berganza, José Carreras, Marilyn Horne, Edita Gruberova, Chris Merritt, Anna Tomowa-Sintow, James Morris, Giusy Devinu, Deborah Voigt e ainda os solistas Alicia de Larrocha, Nella Maissa, Rudolph Buchbinder, Cristina Ortiz, Régis Pasquier, Gerardo Ribeiro, Shlomo Mintz, Pepe Romero, Ana Bela Chaves, Tania Achot, Vladimir Viardo, Sequeira Costa e Pedro Burmester.

## Maestros titulares
Álvaro Cassuto foi o seu primeiro maestro titular, a quem se seguiu José Ramón Encinar (1999/2001) e Zoltán Peskó (2001/2004. 
Donato Renzetti desempenhou funções de Primeiro Maestro Convidado até à Temporada de 2006/07.
A partir do início da temporada 2008/09, Julia Jones ocupa este cargo. 

## Discografia
A discografia da OSP conta com dois CDs, para a etiqueta Marco Polo, com as Sinfonias Nº 1 e Nº 5, e Nº 3 e Nº 6, de Joly Braga Santos, sob a direcção do seu primeiro maestro titular, Álvaro Cassuto.
Conta também com uma edição de 2009 do Teatro Nacional de São Carlos com gravação ao vivo do concerto no CCB, com o título Crossing Borders, interpretando as seguintes obras: Richard Wagner,O Navio Fantasma - Abertura;  George Gershwin, Um Americano em Paris; Felix Mendelssohn, “Escocesa“, Sinfonia nº. 3 em Lá menor,op. 56, com direcção musical de Julia Jones.

## Direcção
José Ramón Encinar foi o Maestro Titular entre Outubro de 1999 e Abril de 2001. Entre 1997 e Abril de 2001, Wolfgang Rennert desempenhou o cargo de Maestro Convidado Principal. Julia Jones assume, actualmente, o cargo de Maestro Titular da Orquestra Sinfónica Portuguesa do Teatro Nacional de São Carlos.

## Músicos
I Violinos
- Pedro Meireles (Concertino Principal)
- Alexander Stewart (Concertino Adjunto)
- Pavel Arefiev (Concertino Adjunto)
- Leonid Bykov (Concertino Assistente)
- Veliana Hristova (Concertino Assistente)
- Alexander Mladenov
- Anabela Guerreiro
- António Figueiredo
- Asmik Bartikian
- Ewa Michalska
- Iskrena Yordonova
- Jorge Gonçalves
- Laurentiu Ivan Coca
- Luís Santos
- Margareta Sandros
- Marjolein de Sterke
- Natalia Roubtsova
- Nicholas Cooke
- Pedro Teixeira da Silva
- Regina Stewart

II Violinos
- Klara Erdei (Coordenador de Naipe Adjunto)
- Rui Guerreiro (Coordenador de Naipe Adjunto)
- Mário Anguelov (Coordenador de Naipe Assistente)
- Nariné Dellalian (Coordenador de Naipe Assistente)
- Aurora Voronova
- Carmélia Silva
- Inna Reshetnikova
- Kamélia Dimitrova
- Katarina Majewska
- Maria Filomena Sousa
- Maria Lurdes Miranda
- Slavomir Sadlowski
- Sónia Carvalho
- Tatiana Gaivoronskaia
- Witold Dziuba

Violas
- Pedro Saglimbeni Muñoz (Coordenador de Naipe)
- Cecilio Isfan (Coordenador de Naipe Adjunto)
- Galina Savova (Coordenador de Naipe Assistente)
- Cécile Pays (Coordenador de Naipe Assistente)
- Etelka Dudas
- Maria Cecília Neves
- Sandra Moura
- Ventzislav Grigorov
- Vladimir Demirev

Violoncelos
- Irene Lima (Coordenador de Naipe)
- Hilary Alper (Coordenador de Naipe Adjunto)
- Ajda Zupancic (Coordenador de Naipe Assistente)
- Diana Savova
- Emídio Coutinho
- Gueorgui Dimitrov
- Luís Clode

Contrabaixos
- Pedro Wallenstein (Coordenador de Naipe)
- Petio Kalomenski (Coordenador de Naipe)
- Adriano Aguiar (Coordenador de Naipe Adjunto)
- Duncan Fox (Coordenador de Naipe Adjunto)
- Anita Hinkova (Coordenador de Naipe Assistente)
- João Diogo
- José Mira
- Svetlin Chiskov

Flautas
- Katharine Rawdon (Coordenador de Naipe)
- Nuno Ivo Cruz (Solista A)
- Anthony Pringsheim (Solista B)
- Anabela Malarranha (Solista B)

Oboés
- Ricardo Lopes (Solista A)
- Elizabeth Kicks (Solista B)
- Luís Marques (Solista B)

Clarinetes
- Francisco Ribeiro (Coordenador de Naipe)
- Joaquim Ribeiro (Solista A)
- Jorge Trindade (Solista B)

Fagotes
- David Harrison (Coordenador de Naipe)
- Carolino Carreira (Solista A)
- João Rolo Brito (Solista B)
- Piotr Pajak (Solista B)

Trompas
- Laurent Rossi (Solista A)
- Paulo Guerreiro (Solista A)
- António Rodrigues (Solista B)
- Carlos Rosado (Solista B)
- Tracy Nabais (Solista B)

Trompetes
- Jorge Almeida (Coordenador de Naipe)
- António Quítalo (Solista A)
- Latchezar Goulev (Solista B)
- Pedro Monteiro (Solista B)

Trombones
- Hugo Assunção (Coordenador de Naipe)
- Jarrett Butler (Solista A)
- Vítor Faria (Solista B)

Tuba
- Ilídio Massacote (Solista A)

Tímpanos e Percussão
- Elizabeth Davis (Coordenador de Naipe)
- Richard Buckley (Solista A)
- Lídio Correia
- Pedro Araújo e Silva

Harpa
- Carmen Cardeal (Solista A)